# Ана Моура
Ана Луїза Флор Моура (порт. Ana Luisa Flôr Moura; народилась 21 січня 1986 у м. Фуншалі, Мадейра, Португалія) — португальська бадмінтоністка.
Учасниця Олімпійських ігор 2008 в одиночному розряді. У першому раунді поступилась Жанін Чіконьїні зі Швейцарії — 0:2 (9-21 13-21). Учасниця чемпіонату світу 2007.
Переможниця Kenya International в одиночному розряді (2008). Переможниця Algeria International в одиночному розряді (2007).